# 夏の王様/もう君以外愛せない
「夏の王様／もう君以外愛せない」（なつのおうさま／もうきみいがいあいせない）は、KinKi Kidsの10枚目のシングル。2000年6月21日発売。発売元はジャニーズ・エンタテイメント。

## 解説
ベスト・アルバム『KinKi Single Selection』の発売から約1か月後に発売されたシングル。この作品以降、アルバムも含めた楽曲は、全てセルフプロデュースとなっている。また、マキシシングルとして発売された最初のシングルでもある。
また、初回盤は「もう君以外愛せない」、通常盤は「夏の王様」のイメージに合わせた、2種類のCDジャケットで発売された。
2023年8月1日から放送された2人が出演する日本マクドナルドの「スパイシーベーコンポテトパイ」CMで「夏の王様」が使用された。

## チャート成績
オリコン週間ランキングで、初週36.5万枚を売り上げ、初登場1位を獲得した。CD累計売上は87.5万枚（オリコン調べ）を記録した。

## 収録曲
1. 夏の王様
（作詞：康珍化 / 作曲：羽田一郎 / 編曲：船山基紀）
堂本剛主演のTBS系ドラマ『Summer Snow』主題歌。
タイトルの「王様」は歌詞中の「Oh Summer」とも掛けられている。
日本マクドナルド「スパイシーベーコンポテトパイ」CMソング
出版者：日音
2. もう君以外愛せない
（作詞・作曲：周水 (canna) / 編曲：重実徹）
堂本光一主演の日本テレビ系水曜ドラマ『天使が消えた街』オープニングソング。
ピアノを中心にしたバラード。作詞・作曲を担当した周水もcannaとして彼らのアルバム『新世界』でセルフカバーしている。
2017年12月6日放送のフジテレビ系『FNS歌謡祭』では、乃木坂46のメンバーである生田絵梨花のピアノとヴァイオリニストの宮本笑里のバイオリンと共に披露した[5]。
2018 FIFAワールドカップに向けてオーストリアで練習した後に代表メンバー全員で歩きながら歌ったところ、メンバーがはまってバス移動中でも熱唱したことが話題になった[6]。
自身の2007年のベスト・アルバム『39』発売時のファン投票で21位にランクインした。
出版者：日本テレビ音楽株式会社&ブライト・ノート・ミュージック
3. 夏の王様 (オリジナル・カラオケ)
4. もう君以外愛せない (オリジナル・カラオケ)

## 参加ミュージシャン
※クレジットは『KinKi Single Selection II』より
| 夏の王様 - Arrange, Programming & Keyboards：船山基紀 - Guiter：増崎孝司 - Percussion：pecker - Trumpet：エリック宮城、西村浩二 - Trombone：宮内岳太郎 - Tener Saxophone：竹野昌邦 - Chorus：飯田建彦 | もう君以外愛せない - Arrange, Programming, Keyboards & Piano：重実徹 - Guiter：増崎孝司 - Chorus Arrenge & Chorus：松下誠 - Chorus：佐々木久美 |

## 収録アルバム
夏の王様
- D album
- KinKi Single Selection II
- The BEST

もう君以外愛せない
- D album
- KinKi Single Selection II
- M album（セルフカバー・バージョン）
- Ballad Selection
- The BEST

## 映像作品
- 夏の王様
  - KinKi KISS Single Selection
  - 風雲再起近畿小子2001台北演唱會 〜KinKi Kids Returns! 2001 Concert Tour in Taipei〜
  - KinKi Kids Dome Tour 2004-2005 -Font De Anniversary.-
  - K album（初回限定盤）
  - P album（初回盤A）
- もう君以外愛せない
  - 風雲再起近畿小子2001台北演唱會 〜KinKi Kids Returns! 2001 Concert Tour in Taipei〜
  - KinKi Kids Dome Tour 2004-2005 -Font De Anniversary.-
  - KinKi you DVD
  - KinKi Kids Concert 2013-2014「L」
  - MTV Unplugged: KinKi Kids
  - THE BEST（初回盤）
  - KinKi Kids CONCERT 20.2.21 -Everything happens for a reason-
  - Amazing Love（ファンクラブ限定盤）
  - P album（初回盤B）
  - KinKi Kids Concert 2023-2024 〜Promise Place〜
  - 39 Very much